# Темрюцький десант
Темрюцький десант був здійснений 25—28 вересня 1943 року Азовською військовою флотилією в часі Новоросійсько-Таманської операції.

## Планування та підготовка до проведення
19 вересня 1943 року наказом Наркома оборони СРСР Азовська військова флотилія передається в оперативне підпорядкування командуючому Північно-Кавказький фронт генералу Івану Петрову. Він негайно ставить завдання перед флотилією підготувати десантну операцію біля Темрюка, мета — завадити евакуюванню нацистських військ із Таманського півострова; командуючий флотилією контр-адмірал Сергій Горшков приймає рішення висадити десант 3-ма загонами.
Головний загін — 545-й стрілецький полк зі складу 389-ї стрілецької дивізії 9-ї армії Північно-Кавказького фронту, посилений штурмовим загоном з 369-го окремого батальйону морської піхоти Азовської флотилії — загалом 1420 бійців під орудою підполковника Опанаса Поповича.
Перед завданням було поставлено завдання висадитися східніше станиці Голубицька, заволодіти нею, перетнути дорогу Темрюк — Пересип, чим перекрити німецький відхід узбережжям на захід до Керченської протоки. Допоміжний десант чисельністю у 220 бійців 369-го батальйону під керівництвом майора Рудя Якова Аполосовича мав висадитися біля Чайкіно та зайняти, допомагаючи силам 9-ї армії в зайнятті Темрюка. 40 вояків зі складу батальйону морської піхоти «демонстративного» десанту мали висадитися західніше станиці Голубицької біля колгоспу «Трударі моря» та відволікти частину німецьких сил зі станиці. Загалом в складі десанту було 1660 осіб, керівництво операції знаходилося в Приморсько-Ахтарську.
Головний наголос робився на прихованості десантування, тому керівництво флотилії відмовляється від проведення артилерійської підготовки та відрядження загону кораблів артилерійської підтримки. В загін десантування було виділено 15 сейнерів, 10 катерів-тральщиків, 9 артилерійських катерів, 6 напівглісерів, 2 патрульні катери, 2 катери «малий мисливець». З повітря десант підтримувався винищувальною авіацією 4-ї повітряної армії та 20-ма Іл-2 Азовської флотилії.
На Таманському півострові оборону тримали німецькі та румунські підрозділи 17-ї армії, котрою керував генерал інженерних військ Ервін Єнеке. Оскільки 17-та армія була на Таманському півострові блокована радянськими військами над півроку, відповідно нею було створено потужну та густонасичену військами оборону, у тому числі й протидесантну; всі населені пункти на півострові були підготовлені до кругової оборони.

## Перебіг десантування та бойових дій
25 вересня по 4-й ранку перший ешелон головного загону — 2 батальйони піхоти капітана Олександра Костянтиновича Бердникова та майора Д. К. Запорожан — довезений катерами під орудою капітан-лейтенанта С. В. Мілюкова під потужним кулеметним та мінометним вогнем противника висаджується на берег поблизу станиці Голубицької. Декілька кораблів було виведено з ладу, при висадці був поранений начальник штабу полку Райблат Самуїл Адамович, полковник Попович важкопоранений, його відвезли в Приморсько-Ахтарськ, командування прийняв майор Мальцев Дмитро Григорович, який через кілька годин був вбитий. Подолавши протидесантні інженерні споруди, в запеклому бою десантники зайняли північно-східну частину станиці, перетнувши нацистським частинам шлях відступу з Темрюка на косу Чушка.
Однак ранком вже того ж дня після чисельних атак переважаючими силами десантники були відтиснені до берега та переходять до кругової оборони. Вранці 26 вересня радянські десантники були витіснені від станиці Голубицька, тримали 3 доби кругову оборону на схід від населеного пункту. Дії десантників в оточенні підтримувалися штурмовим авіаполком авіації фронту та 20 штурмовиками Азовської флотилії; коректувальники вогню були в складі головного десанту та штабі висадки. Радянські льотчики вбили багато німецьких вояків, знищили 2 гармати та збили 4 літаки люфтваффе. Нацистські ж сили — 3 радянські літаки, при відході кораблів висадки потопили 3 катери-тральщики.
27 вересня підрозділи 9-ї армії — 304-та та 316-та стрілецькі дивізії 11-го стрілецького корпусу з боями увійшли в Темрюк, в нічному бою повністю перейняли контроль над містом та на світанку, переслідуючи відступаючих, підійшли до станиці Голубицької; німецькі сили відступили до станиці Старотітаровська. 28 вересня залишки десанту з'єдналися з головними частинами армії; в боях за станицю було вбито до 350 солдатів противника та захоплено 5 гармат.
Допоміжний десант був висаджений з 5 бронекатерів перед 4-ю годиною ранку поблизу Чайкіного та зміг захопити північно-західну окраїну населеного пункту. Десант зазнав значних втрат та також був блокований, полишив Чайкіно та відступив в плавні Курчанського лиману, 28 вересня залишки десанту з'єдналися з частинами 9-ї армії; така ж доля була і в «демонстративного» десанту.
У часі боїв десантів здійснювалися спроби за допомогою Азовської флотилії висадити підмогу десанту, проте вони завершилися нічим через шторм, що почався, та протидію німецьких сил, котрі знову зайняли узбережжя.
Загинуло під час операції понад 300 десантників, всі командири загонів; у допоміжному загоні загинуло 160 осіб, майже всі решта поранені.